# Рушниця Нока
Рушниця Нока — семиствольна гладкоствольна зброя з кременевим замком, яку використовували в у ВМС Великої Британії на перших етапах наполеонівських воєн. Цю органну гармату використовували для абордажного бою, але її використовували рідко через потужну віддачу.
Через свій химерний вигляд та функціонування її використали в сучасних художніх творах, зокрема в фільмі «Аламо» і в серії романів про Ричарда Шарпа.

## Історія та конструкція
Зброю винайшов британський інженер Джеймс Вілсон в 1779, а названа була на честь Генрі Нока, лондонського виробника зброї з яким було підписано контракт на виробництво зброї. Її розробили для стрільби з такелажу бойових кораблів Королівських ВМС в разі абордажу ворожих кораблів. Теоретично, одночасний постріл з семи стволів має сильний вражаючий ефект на щільний натовп людей.
Органна гармата мала сім стволів зварених разом, з невеликими отворами просвердленими від центрального ствола до шести інших стволів навколо. Центральний ствол вкручували в порожній патрубок, який створював камору і був поєднаний з каналом.
Гармата мала звичайний кременевий замок, де запалювальний порох підпалював основний заряд через невеликий канал. Коли вогонь доходив до центральної камори, всі сім зарядів підпалювалися одночасно, що давало більш-менш одночасний постріл.
Перші моделі мали нарізні стволи, але це ускладнювало заряджання, тому всі наступні моделі випускалися з гладкими стволами.

## Використання
На початку наполеонівських воєн, Королівські ВМС замовили 500 гармат Нока. Проте, спроби використання в бою виявили конструктивні недоліки. Віддача всіх семи стволів була дуже високою і інколи зброя калічила стрільців, крім того зброю важко було контролювати. До того ж офіцери намагалися не використовувати гармати в бою через острах підпалення такелажу та вітрил іскрами від пострілу.
Було розроблено меншу, легшу версію. Зменшилася відстань стрільби, але віддача була дуже потужною для матросів. Кілька моделей, які придбали для Королівських ВМС, були списані зі служби в 1804.
Зразки, які збереглися, можна побачити в експозиції музею Йорк-Кастл, на виставці Голлівудська зброя в Національному музеї вогнепальної зброї, в Королівському музеї зброї в музеї Чарльстона.

## Популярна культура
Увагу до гармати Нока звернули в 1960 році в фільмі Аламо, де її використовував актор Річард Відмарк, який грав Джима Боуї. Гармата з фільму зараз зберігається в Національному музеї зброї. Гармату Нока можна побачити в фільмі Володар морів (2003), та фантастичних фільмах Джона Гекс (2010) і Президент Лінкольн: Мисливець на вампірів (2012).
В історичних романах Бернарда Корнвела про британського солдата Річарда Шарпа та в телесеріалі Шарп, гармату Нока використовував персонаж Патрік Гарпер.
У відеогрі Gun, головний антагоніст, Томас Магрудер, використовує гармату Нока для боротьби з останнім босом гри. Пізніше гармата доступна гравцю після закінчення гри.
В одній із серій передачі American Guns було побудовано сучасну версію такої гармати.